# 阿內爾海崖
68°7′S 56°12′E / 68.117°S 56.200°E
阿內爾海崖是南極洲的海崖，位於恩德比地，處於萊基山脈以南，在1958年12月由澳大利亞探險隊繪入地圖，以莫森站的地球物理學助理命名。